# Трамвай в Лодзи
Трамваи в Лодзи — трамвайная система в Лодзинской агломерации, запущенная 23 декабря 1898 года.
Лодзь стал десятым городом в Российской империи, в котором было запущено трамвайное сообщение и первым городом в котором было запущено электрическое трамвайное сообщение.

## История

### История
К 1890-м годам в Лодзи проживало более 300 000 жителей. Лодзь был крупным промышленным городом, характеризующимся текстильной промышленностью, отсутствием широких улиц, кольцевых дорог и надежной системы общественного транспорта. Все пассажирские и грузовые перевозки были сосредоточены в центре города, особенно на улице Петрковской. По центру города проехало до тысячи извозчиков и экипажей. И городская управа, и местные промышленники хотели найти выход из этой ситуации и поэтому взялись за строительство трамвая мимо центра города. В 1883 году была предпринята первая попытка построить конку, от которой в итоге отказались. Проект был выставлен на торги, но в конечном итоге так и не был завершен.
Затем городом был предложен проект электрических трамваев, которые будут перевозить пассажиров днем и грузы ночью. Лодзинский консорциум электрических железных дорог выиграл тендер на строительство линии. Юлиуш Кунитцер подписал договор от имени ЛКЭЖД в городе Санкт-Петербурге на глазах у Николая II. Его поддержала немецкая компания AEG, которая летом 1897 года приступила к строительству.

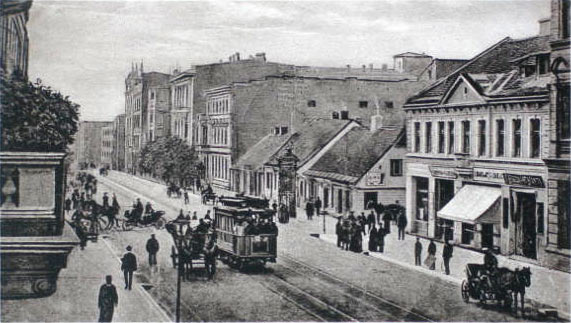
Трамвай в Лодзи, 1900 год.

Трамваи в Лодзи впервые появились 23 декабря 1898 года. Лодзь был первым городом, в котором появились электрические трамваи на территории тогдашнего Царства Польского. Первоначально было две довольно короткие трамвайные линии, которые обслуживали центр города, к февралю 1899 года их число удвоилось. В 1901 году были запущены первые линии пригородного трамвая — линии Пабьянице и Згеж. Обе эти инициативы стали результатом деятельности частных компаний, в которых доминировали немецкие производители.
Эксперимент с электрическими трамваями в Лодзи прошел даже лучше, чем ожидалось. Трамваи быстро окупили затраты на строительство линии, и проект принес немалую прибыль его акционерам, в то время как движение в центре города сократилось. Между 1910 и 1931 годами пригородные трамвайные линии соединяли многие важные места города. В первой половине 1990-х некоторые из этих линий были закрыты.
После Второй мировой войны сеть пригородных и городских трамваев была национализирована и передана Муниципальная транспортная компании – Лодзи (MPK Łódź), которое по мере расширения города увеличивало количество и длину как городских, так и пригородных линий. В настоящее время МПК эксплуатирует 18 городских и 5 региональных (или пригородных) линий. Самый длинный из них и фактически самый длинный во всей Польше — это номер 46, длина которого составляет 38 километров

## Подвижной состав
| Тип трамвая            | Годы эксплуатации |  | Количевство | Фото |
| ---------------------- | ----------------- |  | ----------- | ---- |
| Konstal 805Na          | с 1977            |  | 6           |      |
| Konstal 805NaND        | с 2004            |  | 133         |      |
| Konstal 805N-ML        | с 2012            |  | 62          |      |
| Bombardier Cityrunner  | с 2002            |  | 15          |      |
| Pesa 122N              | с 2008            |  | 10          |      |
| Pesa Swing 122NaL      | c 2015            |  | 34          |      |
| Moderus Gamma LF 06 AC | с 2023            |  | 30          |      |
| Всего 352              |                   |  |             |      |

## Галерея

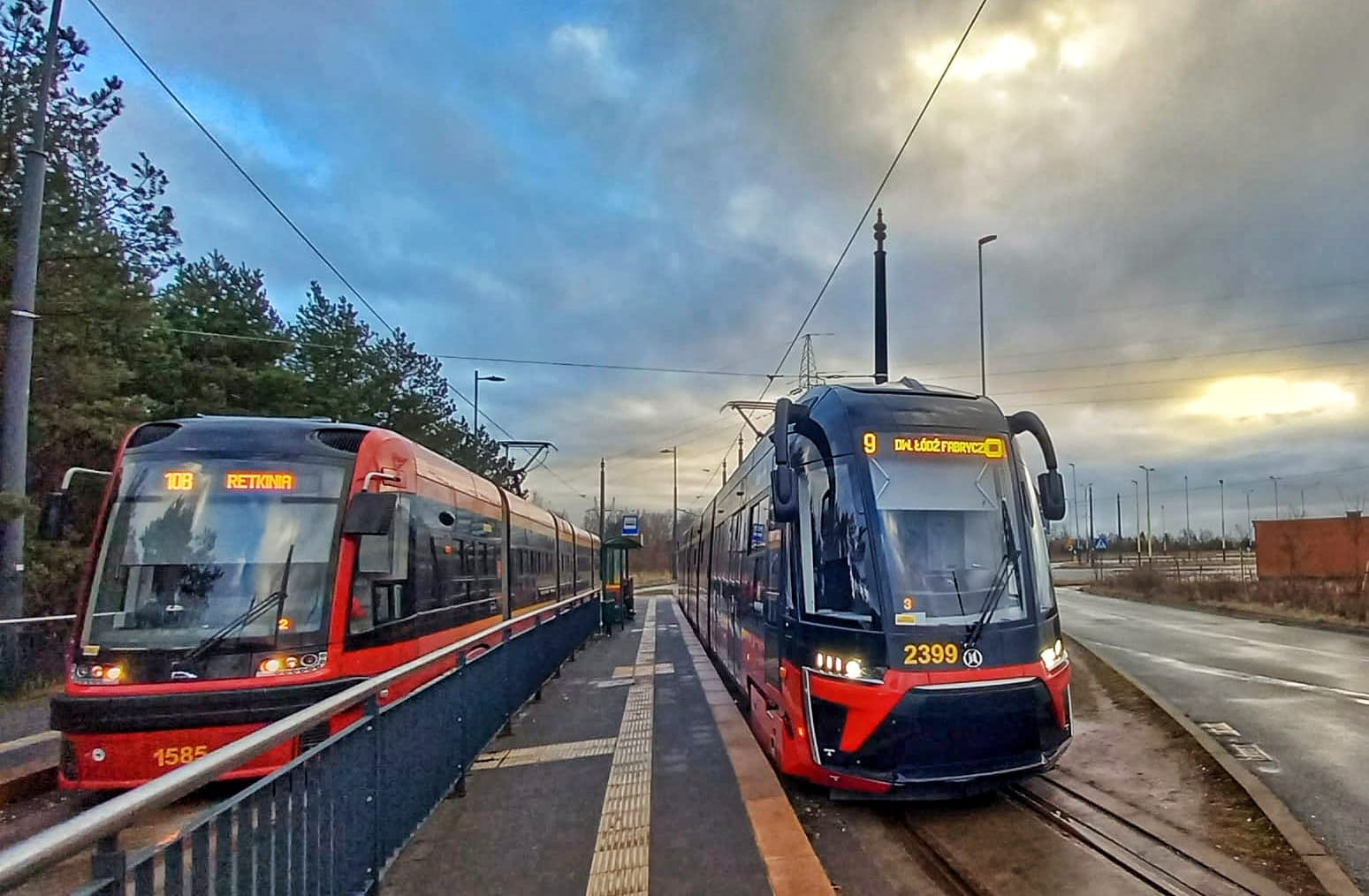
Pesa Swing и Moderus Gamma LF 06 AC
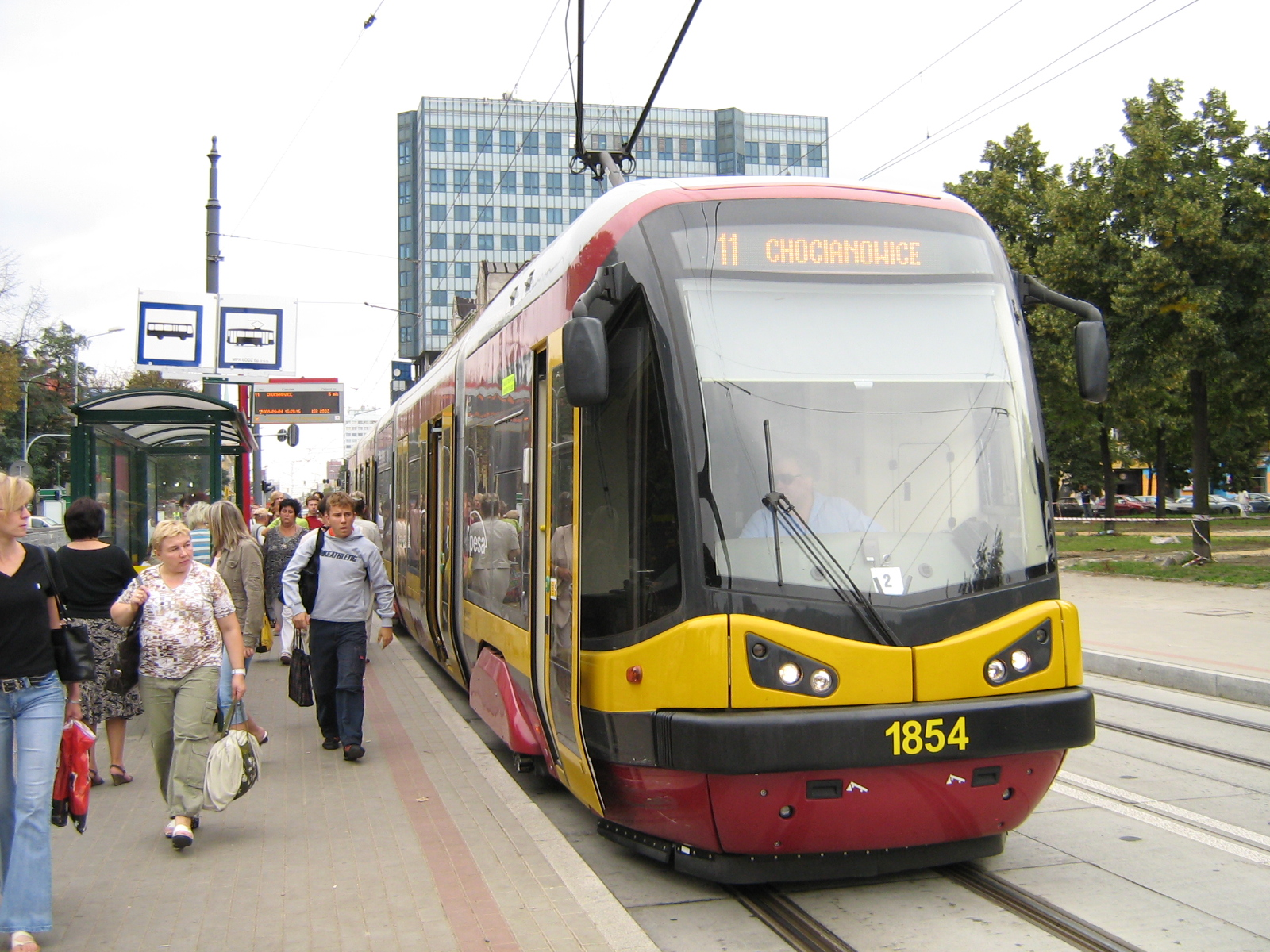
Pesa 122N Tramicus
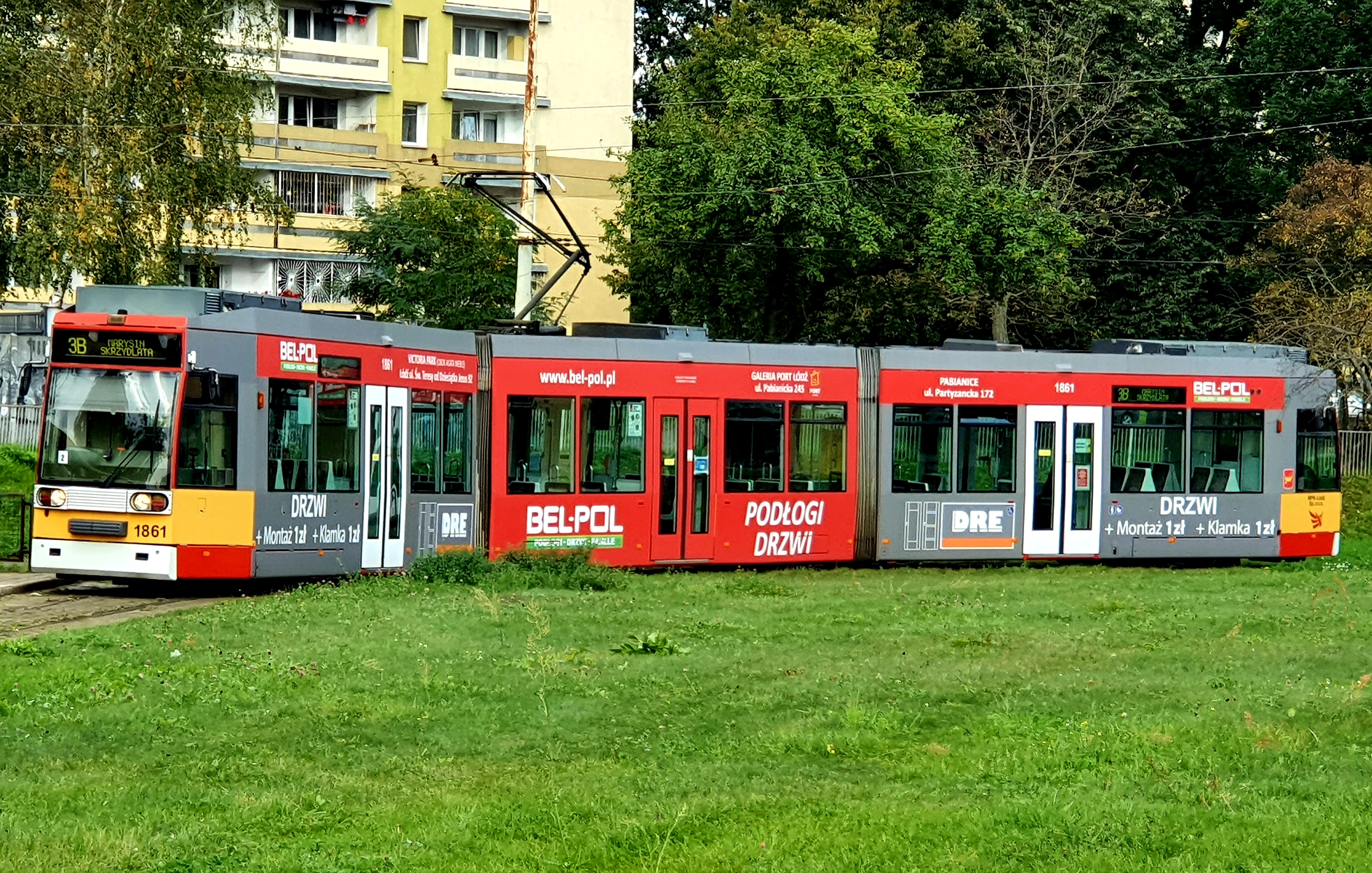
Duwag NF6D
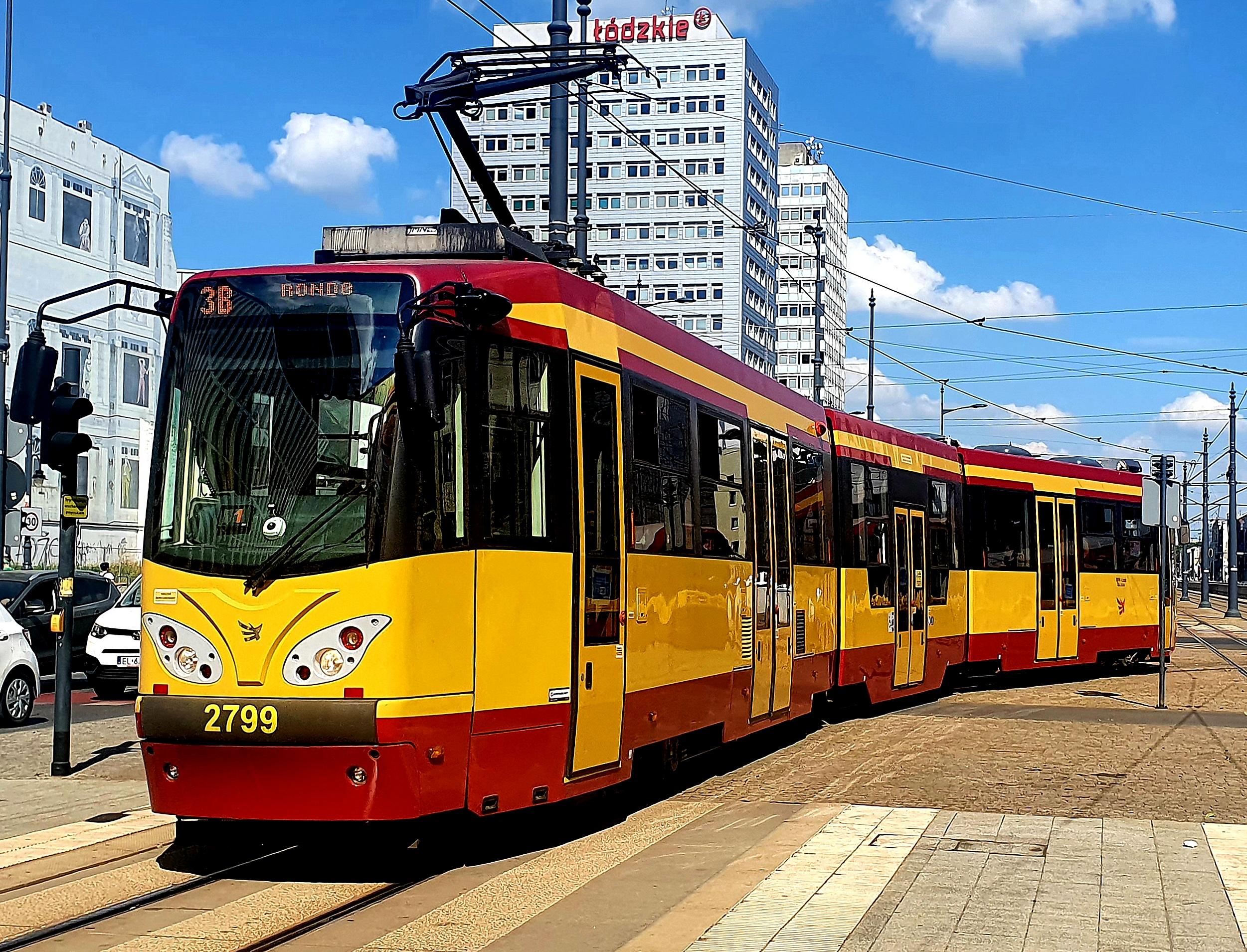
Düwag M8CN
- Трамвай на Новомейской улице